# Callicebus caligatus
Il callicebo dal ventre rosso (Callicebus caligatus Wagner, 1842) è un primate platirrino della famiglia dei Pitecidi.
Vive nella zona ad ovest della confluenza fra il Rio Madeira ed il Rio delle Amazzoni, in Brasile centrale.
Si tratta di animali lunghi circa 70 cm per un kg di peso, dal pelo soffice e uniformemente bruno, fatta eccezione per una caratteristica zona color bruno-rossiccio sul petto, che dà il nome alla specie.
Vive in gruppi familiari formati da una coppia riproduttrice coi cuccioli di vari parti: i piccoli, infatti, tendono a non allontanarsi dai genitori prima del terzo anno d'età. Ciascun gruppo occupa un proprio territorio che delimita con secrezioni di una ghiandola posta sul mento: in caso di sconfinamenti vengono ingaggiati cori di vocalizzazioni minacciose, e se questo non basta si passa a dei veri e propri combattimenti simulati.
Si tratta di animali onnivori, nei quali tuttavia gran parte della dieta è costituita da frutta ben matura, pur venendo integrata con una percentuale sostanziosa di proteine animali, provenienti da uova, invertebrati ed occasionalmente anche da piccoli vertebrati.
Poco si sa della riproduzione della specie: si ritiene tuttavia che non differisca molto come modalità e tempi da quella delle specie congeneri, col maschio che si fa carico della maggior parte delle cure parentali dell'unico cucciolo che solitamente nasce.

## Distribuzione
Presente in Brasile. Si trova nell'Amazzonia centrale, nello stato dell'Amazzonia, a sud del Rio Solimões nell'interfluenza delineata dai Rios Purús inferiore, Solimões e Madeira, a sud fino al Rio Ipixuna. Si trova in una zona remota e non sono note minacce importanti.